# Мендюш (Атнинский район)
Мендю́ш (тат. Мөндеш) — деревня в Атнинском районе Республики Татарстан, в составе Кунгерского сельского поселения.

## География
Деревня находится на реке Семит, в 9 км к востоку от районного центра, села Большая Атня.

## История
Деревня упоминается в первоисточниках с 1653 года.
В сословном плане, в XVIII веке и вплоть до 1860-х годов жителей деревни причисляли к государственным крестьянам. Их основными занятиями в то время были земледелие, скотоводство.
В «Списке населенных мест по сведениям 1859 года», изданном в 1866 году, населённый пункт упомянут как казённая деревня Мендюш 3-го стана Казанского уезда Казанской губернии. Располагалась при безымянном ключе, по левую сторону Уржумского торгового тракта, в 66 верстах от губернского города Казани и в 17 верстах от становой квартиры в казённой деревне Верхние Верески. В деревне в 48 дворах жили 251 человек (120 мужчин и 131 женщина). Была мечеть.
По сведениям из первоисточников, в начале XX столетия в деревне действовали мечеть (с 1868 года) и мектеб.
Административно, до 1920 года деревня являлась одним из волостных центров Казанского уезда Казанской губернии, с 1920 года относилась к Арскому кантону, с 1930 года (с перерывом) — к Атнинскому (Тукаевскому) району Татарстана.

## Население
Динамика
По данным переписей, население деревни увеличивалось с 44 душ мужского пола в 1782 году до 415 человек в 1897 году. В последующие годы численность населения деревни уменьшалась и в 2015 году составила 31 человек.
Национальный состав
Согласно результатам переписи 2002 года, в национальной структуре населения села татары составляли 100% из 48 человек.